# Huertas de la Magdalena
Huertas de la Magdalena es un núcleo de población del municipio de Trujillo, en la provincia de Cáceres, Comunidad Autónoma de Extremadura (España). 

## Geografía
Se encuentra a unos 2 km al noroeste de la cabeza del municipio de Trujillo, en un valle junto al Arroyo de las Mimbreras, rodeado por las peñas y cerros del berrocal.
Sus estrechas calles serpentean en torno a dos puntos principales: la iglesia de Santa María Magdalena y la plaza; área que se unen en una calle única en una vaguada con frescor que llega desde la zona del antiguo camino que conducía al recinto amurallado de Trujillo, pasando junto a un convento franciscano (hoy totalmente en ruinas). 
Se comunica con el centro municipal por medio de una sinuosa carretera que conduce a la  N-521 , así como con la carretera  EX-208  y con la localidad de Huertas de Ánimas a través de un camino hormigonado.

## Fiestas
Las fiestas patronales de Huertas de la Magdalena, se celebran el primer fin de semana de agosto, en honor a la patrona del pueblo, Santa María Magdalena. Duran una semana, de lunes a lunes. Miércoles y jueves se proyecta películas en la plaza. El viernes por la noche tiene lugar un DJ para los más jóvenes. El sábado por la mañana se celebran los cabezudos acompañado por una charanga, el concurso de tortillas y juego de la Rana. 
Por la tarde en el parque se realizan numerosos juegos tradicionales y actividades deportivas para los más jóvenes y por la noche en la plaza hay verbena con barra. El domingo por la mañana se produce la misa y procesión de  Santa María  Magdalena, por la tarde una puja en la puerta de la iglesia y por la noche una verbena folclórica.

## Patrimonio
La iglesia parroquial católica de Huertas de la Magdalena se encuentra bajo la advocación de Santa María Magdalena, en la Archidiócesis de Mérida-Badajoz, Diócesis de Plasencia, Arciprestazgo de Trujillo.